# Discografia de Cristiano Araújo
A Discografia de Cristiano Araújo consiste em três álbuns ao vivo, um de estúdio e catorze singles (contando com cinco como participação especial). Ao longo da carreira montou algumas duplas, porém em 2010 decidiu seguir carreira solo, e em 2011 se consagrou com o CD e DVD Efeitos Tour 2011-Vol.1, que teve a participação de Jorge (da dupla Jorge & Mateus), Gusttavo Lima, Humberto & Ronaldo, seu pai João Reis entre outros. Com a canção "Efeitos" que intitula o álbum, Cristiano ganhou destaque nacional. Em 2012, o cantor firmou parceria com a Som Livre e lançou o CD e DVD Ao Vivo em Goiânia, com participações de Bruno & Marrone, Fernando & Sorocaba, Israel & Rodolffo, entre outros.Os maiores sucessos do álbum foram "Me Apego", "Você Mudou" (versão de Making Love Out of Nothing at All do Air Supply), "Bara Bara" e "Mente Pra Mim".
Em 2013, lança seu primeiro álbum de estúdio Continua, que vendeu mais de 200.000 cópias e recebeu disco de platina duplo. O álbum teve como singles as canções "Caso Indefinido" e "Maus Bocados", que foram as primeiras de sua carreira a alcançar o Top 10 da Billboard Brasil. O seu terceiro álbum ao vivo foi In the Cities - Ao Vivo em Cuiabá, que contou com uma mega estrutura de mais de 40 toneladas de equipamento, algo que jamais foi visto no Brasil, e trouxe também a participação do cantor belga Ian Thomas. As músicas do álbum que emplacaram foram "Cê Que Sabe", "É com Ela que Eu Estou" e "Hoje Eu Tô Terrível".

## Álbuns

### Álbuns de estúdio
| Detalhes do álbum                                                                   | Melhores posições atingidas | Vendas      | Certificações      |
| Detalhes do álbum                                                                   | BRA                         | Vendas      | Certificações      |
| ----------------------------------------------------------------------------------- | --------------------------- | ----------- | ------------------ |
| Continua - Lançamento: 23 de setembro de 2013 - Gravadora: Som Livre - Formatos: CD | 7                           | - : 200.000 | - ABPD: 2× Platina |

### Álbuns ao vivo
| Detalhes do álbum                                                                                            | Melhores posições atingidas |
| Detalhes do álbum                                                                                            | BRA                         |
| --- | --------------------------- |
| Efeitos Tour 2011-Vol.1 - Lançamento: 5 de setembro de 2011 - Gravadora:Som Livre - Formatos: CD             | —                           |
| Ao Vivo em Goiânia - Lançamento: 11 de maio de 2012 - Gravadora: Som Livre - Formatos: CD                    | —                           |
| In the Cities - Ao Vivo em Cuiabá - Lançamento: 20 de novembro de 2014 - Gravadora: Som Livre - Formatos: CD | 6                           |

## Singles

### Como artista principal
| 2011                                                      | "Efeitos" (part. Jorge)  | 37 | Efeitos Tour 2011-Vol.1           |
| 2012                                                      | "Me Apego"               | 30 | Ao Vivo em Goiânia                |
| 2012                                                      | "Você Mudou"             | 14 | Ao Vivo em Goiânia                |
| 2012                                                      | "Mente Pra Mim"          | 11 | Ao Vivo em Goiânia                |
| 2013                                                      | "Caso Indefinido"        | 5  | Continua                          |
| 2013                                                      | "Maus Bocados"           | 4  | Continua                          |
| 2014                                                      | "Cê Que Sabe"            | 4  | In the Cities - Ao Vivo em Cuiabá |
| 2014                                                      | "É com Ela que Eu Estou" | 3  | In the Cities - Ao Vivo em Cuiabá |
| 2015                                                      | "Hoje Eu Tô Terrível"    | 3  | In the Cities - Ao Vivo em Cuiabá |
| 2016                                                      | "Vai Doer"               | 83 | Não adicionado à nenhum álbum     |
| "—" denota singles que não entraram nas paradas musicais. |                          |    |                                   |

### Como artista convidado
| 2012                                                      | "Tcha Tcha Tcha" (Thaeme & Thiago part. Cristiano Araújo)        | 34 | Ao Vivo em Londrina                    |
| 2012                                                      | "Pra Não Te Perder" (Zé Neto & Cristiano part. Cristiano Araújo) | —  | Entre Amigos                           |
| 2013                                                      | "Mesmo Longe" (Nando Moreno part. Cristiano Araújo)              | 76 | Descompromissado-Ao Vivo em Uberlândia |
| 2014                                                      | "Tá Soltinha" (Thiago Brava part. Cristiano Araújo e Mr. Catra)  | 32 | Ao Vivo em Goiânia                     |
| 2014                                                      | "Última Dose" (João Neto & Frederico part. Cristiano Araújo)     | 11 | Ao Vivo em Vitória                     |
| 2015                                                      | "Tirei de Letra" (Gabriel & Rafael part. Cristiano Araújo)       | 32 | DVD G&R                                |
| 2015                                                      | "Confesso" (Babado Novo part. Cristiano Araújo)                  | —  | Não adicionado à nenhum álbum          |
| "—" denota singles que não entraram nas paradas musicais. |                                                                  |    |                                        |

### Singlespromocionais
| Ano  | Título                                                | Paradas | Álbum                         |
| Ano  | Título                                                | BRA     | Álbum                         |
| ---- | ----------------------------------------------------- | ------- | ----------------------------- |
| 2012 | "Assim Você Mata o Papai" (part. Fernando & Sorocaba) | —       | Ao Vivo em Goiânia            |
| 2012 | "Bara Bara" (part. Bruno & Marrone)                   | —       | Ao Vivo em Goiânia            |
| 2012 | "Ei, Olha o Som"                                      | —       | Continua                      |
| 2014 | "Continua"                                            | —       | Continua                      |
| 2015 | "Traição a Queima Roupa" (part. Jads & Jadson)        | 33      | Não adicionado à nenhum álbum |

## Outras aparições
| Ano  | Obra | Álbum                          | Artista             |
| ---- | --- | ------------------------------ | ------------------- |
| 2012 | "Chorar Por Amor"                                                                                          | Ao Vivo                        | Israel & Rodolffo   |
| 2012 | "Delírios"                                                                                                 | Delírios-Ao Vivo em Goiânia    | Paula Baluart       |
| 2012 | "Copo de Vinho"                                                                                            | Ao Vivo em Goiânia             | Zé Ricardo & Thiago |
| 2013 | "Você Vai Ficar Em Mim"                                                                                    | Ao Vivo em Goiânia             | Eduardo Melo        |
| 2013 | "Sem Céu e Sem Chão"                                                                                       | Acústico                       | Eduardo Costa       |
| 2013 | "Arrocha da Paixão"                                                                                        | Ao Vivo em Goiânia             | Thiago Brava        |
| 2014 | "Gostoso Sentimento"                                                                                       | 30 Anos                        | Leonardo            |
| 2014 | "Som do Coração"                                                                                           | O Que Acontece No Bar-Volume 6 | Hugo & Tiago        |
| 2014 | "Prometo Tudo"                                                                                             | Ao Vivo em Cuiabá              | Anselmo & Rafael    |
| 2014 | "Boas Festas"                                                                                              | Natal em Família 2             | Gaby Amarantos      |
| 2015 | "Que Tal"                                                                                                  | Só Uma História                | Kleo Dibah & Rafael |
| 2015 | "O Amor Sorrindo Pra Gente"                                                                                | Made in Coração                | Janaynna Targino    |
| 2015 | "Maus Bocados" "Cê Que Sabe" 'É Com Ela que Eu Estou" "Perdeu O Cara Errado" "Maus Bocados (Encerramento)" | Villa Mix 4° Edição            | Various Artists     |
| 2015 | "Coração Indisponível"                                                                                     | Forró do Israel                | Israel Novaes       |
| 2016 | "Se Olha no Espelho"                                                                                       | Ao Vivo em Goiânia             | Maiara & Maraisa    |

## Vídeos musicais
| Ano  | Título            | Diretor(es)                    |
| ---- | ----------------- | ------------------------------ |
| 2012 | "Você Mudou"      | Rafael Almeida                 |
| 2012 | "Empinadinha"     | Rafael Terra                   |
| 2013 | "Caso Indefinido" | Rafael Terra                   |
| 2013 | "Maus Bocados"    | Dudu Borges                    |
| 2014 | "Cê Que Sabe"     | Peter Fonda e Flaney Gonzallez |

## Trilhas sonoras
| Ano  | Título      | Álbum       | Nota                |
| ---- | ----------- | ----------- | ------------------- |
| 2012 | "Bara Bara" | Salve Jorge | Tema de Nando Cunha |

## Videografia

### Álbuns de vídeo
| Detalhes do álbum                                                                                             | Melhores posições atingidas | Vendas | Certificações |
| Detalhes do álbum                                                                                             | BRA                         | Vendas | Certificações |
| --- | --------------------------- | ------ | ------------- |
| Efeitos Tour 2011 - Vol.1 - Lançamento: 5 de setembro de 2011 - Gravadora: Som Livre - Formatos: DVD          | —                           |        |               |
| Ao Vivo em Goiânia - Lançamento: 11 de maio de 2012 - Gravadora: Som Livre - Formatos: DVD BD                 | —                           |        |               |
| In the Cities - Ao Vivo em Cuiabá - Lançamento: 20 de novembro de 2014 - Gravadora: Som Livre - Formatos: DVD | 2                           |        |               |